# Montagnes russes aquatiques

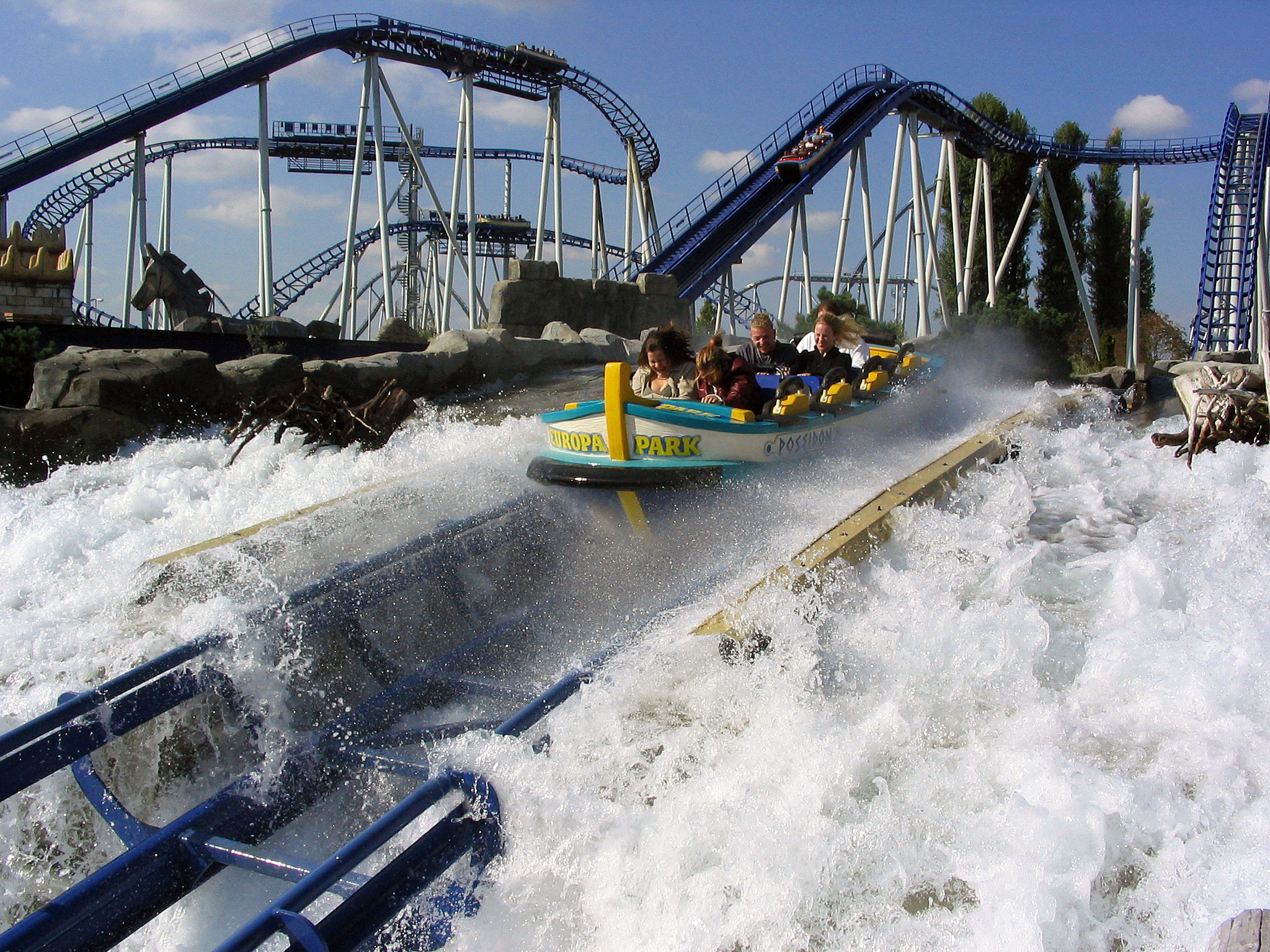
Poseidon, à Europa-Park

Les montagnes russes aquatiques sont un type de montagnes russes s'apparentant aux bûches, où une embarcation fait un parcours aérien se terminant dans l'eau. Le principe de base reste un parcours à bord de wagons le long de rail et non des bateaux, d'où la filiation avec les montagnes russes.

## Histoire

Vikingar, à la frontière entre les montagnes russes en bois et les Shoot the Chutes.

Le premier exemplaire de montagnes russes apparenté au type aquatique date de 1915. Proposant un passage dans l'eau, il s'agissait du modèle en bois Jack Rabbit à Willough Beach Park, États-Unis. Du constructeur Philadelphia Toboggan Coasters, elles ferment en 1924. Deux attractions apparentées au type aquatique au Royaume-Uni sont alors très abouties, il s'agit des montagnes russes en bois Vikingar en fonction de 1979 à 2003 situées à Pleasure Beach, Blackpool, et Log Ride de 1972 à 2007 situées à Ocean Beach Amusement Park,,. Ces différents modèles sont à la frontière entre les montagnes russes en bois et les Shoot the Chutes. Ils sont d'ailleurs classés dans l'une ou l'autre catégorie selon les interprètes.
Big Timber Log Ride à Enchanted Forest aux États-Unis sont considérées comme les véritables premières montagnes russes aquatiques. Elles reprennent le fonctionnement des circuits ci-dessus mais avec une structure en métal. Cette attraction du constructeur E&F Miler Industries est faillible. L'unique autre parcours ferme après trois années. Du même constructeur, Kersplash est en quelque-sorte le prototype de ces derniers. Créé en 1995, il diffère principalement car il s'agit d'une attraction transportable dans un cadre forain. En effet, elle est déplacée sur un nouveau site pour une ouverture en 2018. Les premières montagnes russes aquatiques renouvelées et efficaces sont installées en 1998 dans le parc SeaWorld d'Orlando aux États-Unis, par le constructeur Mack Rides.
Le site de référence rcdb.com évolue pour inclure ou exclure certaines attractions ou certains modèles de fabricants dans la catégorie montagnes russes aquatiques,. Les critères évoqués pour considérer une structure comme montagnes russes aquatiques sont l'absence de canal d'eau au sommet de l'attraction et la possibilité aux véhicules de quitter le rail. Hormis ces exemples cités, l'attraction apparentée au type aquatique Pulsar de Mack Rides à Walibi Belgium n'a jamais fait partie de cette catégorie. 

## Exemples d'attractions de ce type
| Nom                        | Parc                                | Pays         | Année       | Constructeur         |
| -------------------------- | ----------------------------------- | ------------ | ----------- | -------------------- |
| NC                         | Victory Kingdom                     | Chine        | 2015        | Golden Horse         |
| Across Amazon              | Victory Kingdom                     | Chine        | 2012 à 2014 | Golden Horse         |
| Aktium                     | Cinecittà World                     | Italie       | 2014        | Mack Rides           |
| Armada Invencible          | Formosan Aboriginal Culture Village | Taïwan       | 2008        | Mack Rides           |
| Atlantica SuperSplash      | Europa-Park                         | Allemagne    | 2005        | Mack Rides           |
| Big Timber Log Ride        | Enchanted Forest                    | États-Unis   | 1996        | E&F Miler Industries |
| Blue Water                 | Happy Magic Mountain                | Chine        | NC          | Golden Horse         |
| BuzzSaw Falls              | Silver Dollar City                  | États-Unis   | 1999 à 2003 | Premier Rides        |
| Crazy Waves                | Guangzhou Sunac Land                | Chine        | 2019        | Golden Horse         |
| De Vliegende Hollander     | Efteling                            | Pays-Bas     | 2007        | Kumbak               |
| Dive to Atlantis           | Mt. Olympus Water & Theme Park      | États-Unis   | 2004 à 2007 | E&F Miler Industries |
| Divertical                 | Mirabilandia                        | Italie       | 2012        | Intamin              |
| Escape From Amazon         | Dream Land                          | Chine        | NC          | Golden Horse         |
| Flume Ride                 | E-DA Theme Park                     | Taïwan       | 2010        | Golden Horse         |
| Hydro Racer                | Xishuangbanna Theme Park            | Chine        | 2015        | Intamin              |
| Journey to Atlantis        | SeaWorld Orlando                    | États-Unis   | 1998        | Mack Rides           |
| Journey to Atlantis        | SeaWorld San Diego                  | États-Unis   | 2004        | Mack Rides           |
| Journey to Atlantis        | SeaWorld San Antonio                | États-Unis   | 2007        | Mack Rides           |
| Journey to the Falls       | Splendid World Fantasy Land         | Chine        | 2014 à 2018 | NC                   |
| Jurassic River             | Cavallino Matto                     | Italie       | 2018        | Technical Park       |
| Kersplash                  | Washington State Fair               | États-Unis   | 1995 à 2012 | E&F Miler Industries |
| Kersplash                  | Edaville                            | États-Unis   | 2021        | E&F Miler Industries |
| Kraken's Revenge           | Desaru Coast Adventure Waterpark    | Malaisie     | 2018        | Mack Rides           |
| Krampus Expedition         | Nigloland                           | France       | 2021        | Mack Rides           |
| Montanha Russa             | Aquashow Fun Family Park            | Portugal     | 2006        | Mack Rides           |
| Overwater Roller Coaster   | Floraland Continent Park            | Chine        | 2013        | Golden Horse         |
| Polar Explorer             | Chimelong Ocean Kingdom             | Chine        | 2014        | Mack Rides           |
| Poseidon                   | Europa-Park                         | Allemagne    | 2000        | Mack Rides           |
| Skatteøen                  | Djurs Sommerland                    | Danemark     | 2011        | Mack Rides           |
| Speed                      | Energylandia                        | Pologne      | 2018        | Intamin              |
| Splash Chute Ride          | Gyeongnam Mason Robotland           | Corée du Sud | 2019        | NC                   |
| Storm Coaster              | Sea World                           | Australie    | 2013        | Mack Rides           |
| SuperSplash                | TusenFryd                           | Norvège      | 2003        | Mack Rides           |
| SuperSplash                | Plopsaland De Panne                 | Belgique     | 2006        | Mack Rides           |
| Surfing Boat               | Jinling Happy World                 | Chine        | 2012 à 2016 | Golden Horse         |
| Surf's Up! Duck Duck Goose | Wuxi Sunac Land                     | Chine        | 2019        | Golden Horse         |
| Tiger Leaping Gorge        | Colourful Yunnan Paradise           | Chine        | 2018        | Mack Rides           |
| Typhoon Coaster            | Land of Legends Theme Park          | Turquie      | 2016        | Intamin              |
| Vonkaputous                | Linnanmäki                          | Finlande     | 2001 à 2017 | Premier Rides        |
| Walrus Splash              | Chimelong Ocean Kingdom             | Chine        | 2014        | Mack Rides           |
| Water coaster              | Enjoy Animal Kingdom                | Chine        | 2020        | NC                   |
| Water Dragon King          | Sun Tribe                           | Chine        | 2015        | Golden Horse         |
| Wild Chase Coaster         | Sunway Lagoon                       | Malaisie     | 2016        | Interlink            |

## Particularité

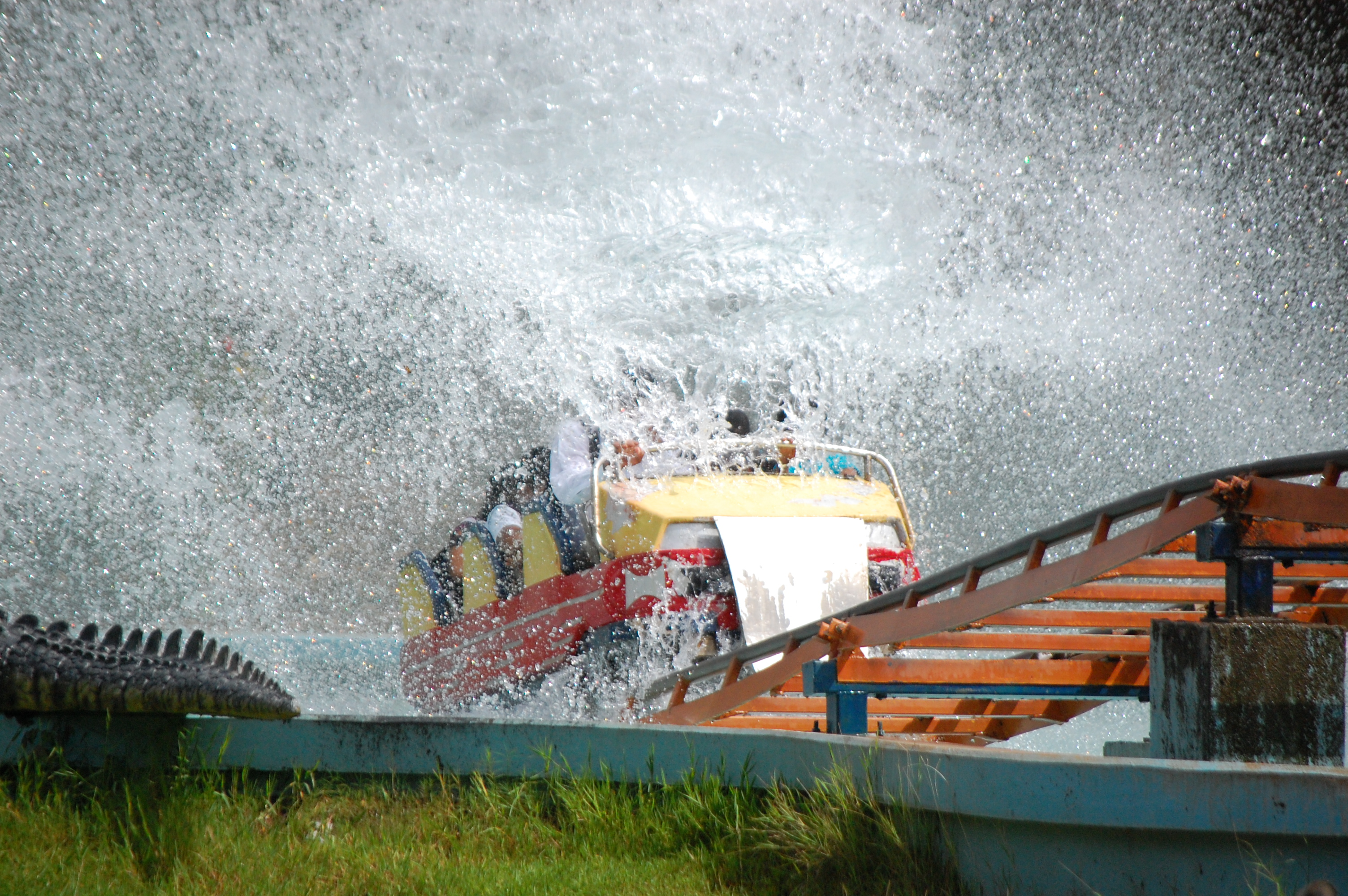
Aqua Dive à EsselWorld

Certains parcours en métal se rapprochent des montagnes russes aquatiques. Sans rentrer dans cette catégorie, une section de la structure est entièrement submergée dans un bassin. Les wagons entraînent des éclaboussures lors de leur passage. Vu du ciel, la disposition de la voie est de forme ovale. Toutes ces attractions se situent dans le sous-continent indien.
| Nom           | Parc                   | Pays       |
| ------------- | ---------------------- | ---------- |
| Aqua Dive     | EsselWorld             | Inde       |
| Aqua Dive     | Crystal World          | Inde       |
| Aqua Shoot    | Funcity                | Inde       |
| Dream Splash  | Dream World Water Park | Inde       |
| Float Slide   | Fun 'N' Food Kingdom   | Inde       |
| Log Flume     | Accoland               | Inde       |
| Mini Flume    | Heritage Park          | Bangladesh |
| Splash        | Thunder Zone           | Inde       |
| Water Chute   | Athisayam              | Inde       |
| Water Chute   | Nicco Park             | Inde       |
| Water Chute   | VGP Universal Kingdom  | Inde       |
| Water Coaster | MGM Dizzee World       | Inde       |
| Water Shoot   | Fun Valley             | Inde       |
| Water Shoot   | Hardy's World          | Inde       |
| Wonder Splash | Wonderla Kochi         | Inde       |
| Wonder Splash | Wonderla Bangalore     | Inde       |
| Wonder Splash | Wonderla Hyderabad     | Inde       |